# Categoriale grammatica
Categoriale grammatica is de overkoepelende term voor een aantal theorieën die een rechtstreeks verband tussen de manier waarop complexe uitdrukkingen in de natuurlijke taal met behulp van syntactische regels worden gevormd en het toepassen van grammaticale functies op argumenten veronderstellen. 

## Beschrijving
Woorden en zinsdelen (argumenten) worden in de categoriale grammatica beschouwd als functionele categorieën die in de taaluiting als geheel een waarheidswaarde opleveren. Deze analyse vertoont enige overeenkomsten met de in de logica en de wiskunde veel gebruikte methode van de lambdacalculus. Een belangrijk verschil tussen deze methode en de categoriale grammatica is, dat in de categoriale grammatica de positie van argumenten niet wordt bepaald door vaste afspraken, zoals altijd A → B. In plaats daarvan staat de syntactische volgorde centraal; de volgorde A → B betekent bijvoorbeeld "links een argument A, rechts een waarde B", terwijl de volgorde B → A betekent "links een waarde B, rechts een argument A".   

## Voorbeeld
In de zin Hij schreeuwt wordt de persoonsvorm schreeuwt toegepast op het bijbehorende argument, het onderwerp hij, en levert zo automatisch een waarheidswaarde; de volgorde is dus B → A. In de zin Niemand schreeuwt heeft het onderwerp niemand daarentegen niet iets individueels als referent. Hierdoor verandert ook de functie van de werkwoordsvorm schreeuwt; deze is alleen waar als de eigenschap "schreeuwen" inderdaad voor geen individueel persoon geldt, en anders heeft schreeuwt hier geen waarheidswaarde. Hier is de volgorde dus A → B. 

## Geschiedenis
De grondslag voor de categoriale grammatica werd gelegd door Kazimierz Ajdukiewicz in 1935 en Yehoshua Bar-Hillel in 1953. In 1958 voerde Joachim Lambek de Lambek-calculus in. Deze methode was binnen de substructurele logica een voorloper van de lineaire logica.

## Toepassingen
De tree-adjoining grammar is de belangrijkste subdiscipline van de categoriale grammatica. Sommige moderne grammatica's zoals de Montague-grammatica maken gebruik van categoriale grammatica om de syntactische structuur van het Engels te beschrijven. In dit werk wordt de categoriale grammatica tevens gecombineerd met de semantiek. Een nieuw werk dat onlangs veel belangstelling heeft getrokken is de combinatoire categoriale grammatica van Mark J. Steedman en Anna Szabolcsi, die is gebaseerd op de door Moses Schönfinkel en Haskell Brooks Curry uitgevonden combinatorische logica. 